# Товмач (Звенигородський район)
Товма́ч — село в Україні, в Шполянській міській територіальній громаді Звенигородського району Черкаської області. Кількість населення — 982 особи (2001). Розміщене в історико-етнографічному регіоні Середнє Подніпров'я.

## Населення
У 1864 році в селі нараховувалося 1 238 осіб, у 1900 році — 2 185 осіб, з них: чоловіків — 1 148, жінок — 1 037; дворів — 465, за іншими даними — 2 тисячі осіб та 420 дворів.
Станом на 1972 рік кількість мешканців села становила 2 021 особу.
Станом на 5 грудня 2001 року, відповідно до результатів перепису населення України, кількість мешканців села становила 982 особи.

### Мова
Розподіл населення за рідною мовою за даними перепису 2001 року:
| Мова       | Кількість | Відсоток |
| ---------- | --------- | -------- |
| українська | 972       | 98.98%   |
| російська  | 9         | 0.92%    |
| румунська  | 1         | 0.10%    |
| Усього     | 982       | 100%     |

## Історія
В середині XIX століття — село за 15 верст південніше містечка Шпола, біля витоку однойменного струмка; головне управління колишнього маєтку відставного майора А. Ф. Лопухіна, проданого Д. Є. Бенардаки. До маєтку, площею біля 15 тис. десятин, крім Товмача, входили села Єлизаветка, Мокра Калигірка, Соболівка та Суха Калигірка. Дерев'яну церкву збудовано 1787 року; їй належало 52 дес. землі. За переказами, назва села походить від заняття колишнього власника — перекладача (товмача) з татарської мови. На околиці села розміщені 40 древніх могил.
В 1900 році — власницьке село в складі Мокрокалигірської волості Звенигородського повіту Київської губернії; відстань до повітового центру, м. Звенигородка, становила 35 верст, до волосного центру, містечка Мокра Калигірка, де розміщувалася також найближча поштова земська станція — 10 верст, до найближчої залізничої станції (Шпола) та телеграфної й казенної поштової станцій (в Шполі) — 13 верст. В селі була православна церква, церковно-приходська школа, 13 вітряків, 3 кузні та комора. Господарство велося за трипільною системою обробітку ґрунту. Власність поміщиці княгині П. О. Урусової, господарство в маєтку вів управитель Р. П. Нейкен. Землі — 3 606 десятин; поміщикам належало 2 079 дес., селянам — 1 236 дес., церкві — 91 дес.. За іншими даними, у 1902 році село мало 2 млини та 14 вітряків. У 1905 році в селі відбувся страйк селян, працівників поміщицької економії. 
На фронтах німецько-радянської війни воювали 320 селян, з них 100 осіб нагороджено орденами та медалями. В пам'ять про загиблих односельчан споруджено обеліск слави.
Станом на 1 вересня 1946 року — у складі Товмацької сільської ради Шполянського району Київської області, адміністративний центр; в підпорядкуванні ради — хутори Кавуна, Логвиненка, Руденка та Шевченка.
У 1972 році — адміністративний центр Товмацької сільської ради Шполянського району Черкаської області, за 15 км від районного центру. В селі розміщено колгосп ім. Ілліча, котрий спеціалізувався на вирощуванні зернових культур та цукрових буряків, мав 2,1 тис. га землі, в тому числі 1,9 тис. га ріллі. В селі працювала середня школа, будинок культури, бібліотека, фельдшерсько-акушерський пункт, пологовий будинок, відділення зв'язку та ощадкаса.
У 2020 році територію та населені пункти Товмацької сільської ради, відповідно до розпорядження Кабінету Міністрів України № 728-р від 12 червня 2020 року «Про визначення адміністративних центрів та затвердження територій територіальних громад Черкаської області», включено до складу Шполянської міської територіальної громади Звенигородського району Черкаської області.

## Пам'ятки
- Совгирів — гідрологічний заказник місцевого значення.
- Памятник-погруддя Т.Г.Шевченку
- Меморіальний комплекс "Борцям за волю України".

## Відомі люди
- Логвиненко Олексій Потапович (1946—2016) — український перекладач з німецької та англійської.
- Лютий-Лютенко Іван Макарович (1897—1989) — військовий та громадський діяч, підприємець, меценат, сотник Армії УНР.
- Черноусов Іван Якович (Чорний Ворон) (?—1925) — військовий діяч часів УНР, повстанський Отаман Звенигородщини і Холодного Яру Чорний Ворон, командир Лебединського полку Холодноярської республіки.
- Заскалета Юрій Олексійович (1968-2025) - Віце-президент ГО "Ліга радіоаматорів України".  Член громадської ради Національної комісії, що здійснює державне регулювання у сфері зв'язку та інформатизації 2012року. Входив до складу тимчасової експертної групи для підготовки проекту змін до Регламенту аматорського радіозв'язку України 2014року. Чемпіон України з радіоспорту.